# Ivan Tasovac
Ivan Tasovac, cyr. Иван Тасовац (ur. 21 czerwca 1966 w Belgradzie, zm. 29 września 2021 tamże) – serbski pianista i polityk, od 2013 do 2016 minister kultury i informacji Republiki Serbii.

## Życiorys
Był synem aktora Predraga Tasovaca i pianistki Mariji Tasovac. W 1978, mając 12 lat, występował jako pianista wraz z orkiestrami Filharmonii Belgradzkiej i Filharmonii Zagrzebskiej. Ukończył studia w Konserwatorium Moskiewskim im. Piotra Czajkowskiego w klasie fortepianu prowadzonej przez Siergieja Dorienskiego. W marcu 2001 został powołany na dyrektora orkiestry Filharmonii Belgradzkiej. Z jego inicjatywy orkiestra udała się na pierwsze w swojej historii tournée po Europie, które zakończyło się sukcesem. Od 2009 zasiadał w jury programu Ja imam talenat! (serbskiej edycji programu Got Talent).
We wrześniu 2013 objął stanowisko ministra kultury i informacji w rządzie Ivicy Dačicia, tekę ministerialną zachował także w powołanym w kwietniu 2014 gabinecie Aleksandara Vučicia (jako bezpartyjny rekomendowany przez SNS). Zakończył urzędowanie w sierpniu 2016. W 2020 otrzymał mandatowe miejsce na liście skupionej wokół Serbskiej Partii Postępowej, uzyskując wybór na posła do Zgromadzenia Narodowego.